# جنس نمطي
الجِنسُ النَمَطِيّ (بالإنجليزية: Type Genus)‏ في التصنيف هو الجنس الممثل من حيث التسمية للفصيلة البيولوجية. ويستخدم هذا المصطلح والمفهوم في كثير من الأحيان بشكل أكثر رسمية في علم الحيوان مما هو عليه في علم النبات، وتعريفه يعتمد على قانون التعريفة الذي ينطبق:
- في التسمية الحيوانية: الجنس النمطي هو اسم الجنس الاسمي الذي يحمل اسم النموذج للفصيلة التصنيفية الاسمية.
- في التسمية النباتية: يتم استخدام الجنس النمطي بشكل غير رسمي وحسب الملائمة.

حسب المدونة الدولية لتسميات الفطريات والطحالب، والنباتات (ICN) هذه العبارة ليست لها صفة. المدونة تستعمل عينات نماذج حتى تصنيف الفصيلة، وكل التصانيف الأخرى يجب أن تتبع الجنس حيث وضعت النماذج المتعلقة. ولكن ال لا يستخدم عبارة الجنس النمطي.
التسمية فوق تصنيف الفصيلة لا تخضع لأي قيود وفقا للICN إلا إذا تعلق الأمر بنهايات تلك التصانيف.
على سبيل المثال: «الورد هو الجنس النمطي للفصيلة الوردية» وهي طريقة أخرى للقول أن اسم الفصيلة الوردية يستند الاسم العام «ورد».